# Перша битва за Газу
Перша битва за Газу (англ. First Battle of Gaza) — наступальна операція сил Британської імперії в ході Синайсько-Палестинської кампанії на Близькосхідному театрі воєнних дій у Першій світовій війні. На початку Синайсько-Палестинської кампанії Єгипетські експедиційні сили під командуванням генерала Арчибальда Мюррея здійснили першу спробу опанувати Газу. Британська піхота та кінна піхота Пустельної колони, складова Східних сил, намагалася з ходу увірватися у південну частину Палестини та закріпитися в місті Газа, на узбережжі Середземного моря та його околицях. Битва за Газу сталася 26 березня 1917 року й завершилася поразкою британських військ. У квітні 1917 року британське командування здійснило ще одну спробу здобути Газу, але зазнавши ще більшої поразки, відступило.
У серпні 1916 року перемога Єгипетських експедиційних сил під Романі остаточно поклала край можливостям османської армії прорватися до Суецького каналу, які вперше намагалися прорватися до цього стратегічно важливого об'єкта ще в лютому 1915 року. У грудні 1916 року перемога новоствореної Пустельна колона в битві при Магдабі забезпечила захист середземноморському порту Ель-Аріш, комунікаційним шляхам, водопроводу та залізниці, що простяглася на схід через Синайський півострів. У січні 1917 року перемогою Пустельної колони в битві при Рафі завершилося опануванням британцями Синайського півострова і експедиційні війська вийшли на напрям прямого удару на Газу.
Через два місяці, в березні 1917 року, Газа була атакована силами 52-ї (Низинної) піхотної дивізії, посиленої піхотною бригадою. Наступ був підтриманий силами інших британських частин, котрі сковували противника на другорядних напрямах і не давали йому можливості перекинути підкріплення в район Гази. Атака британської піхоти на османський гарнізон з півдня та південного сходу міста зустріла запеклий опір. Поки Австралійська кінна дивізія продовжувала стримувати османські підкріплення, новозеландські частини атакувала сектор Газа з півночі; їм вдалося увійти до міста і захопити низку ключових позицій навколо нього. Однак пізніший час доби, рішучість османських частин і загроза появи нових підкріплень, що наближалися з півночі й північного сходу, змусили британське командування ухвалити рішення відступити.

## Історія

### Передумови
На початку березня в Газі розміщувався гарнізон з двох батальйонів, які підтримували дві батареї османської польової артилерії. Пізніше гарнізон «групи Тіллер» із 4-ї османської армії було збільшено до семи батальйонів. Група складалася з підрозділів османських 79-го та 125-го піхотних полків, 2-го батальйону 81-го піхотного полку, одного ескадрону кавалерії та однієї верблюжої роти.
Після отримання даних аеророзвідки, що просування експедиційних сил противника в напрямку Гази, німецький генерал Кресс фон Крессенштейн наказав терміново перекинути на загрозливий напрям додаткові підкріплення у кількості від 10 000 до 12 000 солдатів. Підкріплення, які прибули до атаки британців, складалися з 3-ї та 16-ї піхотних дивізій, їх підтримували дві австро-угорські батареї з 12 важких гірських гаубиць, дві 100-мм німецькі польові гармати та дві османські батареї польової артилерії.
Крім того, османській 53-й піхотній дивізії, яка стояла в Яффі, було наказано здійснити марш на південь до Гази, але її прибуття очікували не раніше ранку 27 березня. Кресс фон Крессенштейн, командувач османською обороною, переніс свій пункт управління з Беер-Шеви до Тель-еш-Шерії, де він залишався до червня.
Водночас, аж до 20 березня британці вважали, що османська армія, яка захищала Газу та захищала прибережні шляхи від Єгипту до Яффи, перебувала в стадії розкладання, її моральний стан «неухильно погіршувався». Розвідка доносила, що Кресс фон Крессенштейн скаржився на «великі втрати», спричинені дезертирством. Виходячи з оцінки обстановки, командування Єгипетських експедиційних сил вважало, що гарнізон у Газі нараховує 2000 штиків. Однак напередодні битви, ймовірно, майже 4000 штиків захищали місто, з до 50 гарматами на околицях, тоді як гарнізон з 2000 військових стояв у гарнізоні Беер-Шеви.
Для захоплення Гази генерал Мюррей сформував 22-тисячне ударне угруповання, яке складалося з 12 000 піхоти та 11 000 кінного війська за підтримки від 36 до 96 польових гармат і 16 гаубиць. Кінні підрозділи повинні були не допустити прориву османського підкріплення з Тель-ель-Шерії, Джеммаме, Харейри, Негіле, Худжа та Беер-Шеви для посилення гарнізону Гази, поки піхота атакою з фронту мала захопити місто.
В процесі планування Мюррей визначив три цілі. Першим завданням атакуючих військ було захоплення комунікаційної лінії вздовж Ваді Гуззі, щоб заблокувати залізничну та паралельні шляхи, і в такий спосіб запобігти відходу османського гарнізону до того, як місто почнуть атакувати. За замислом, гарнізон у Газі, розташований в укріплених окопах і редутах, мав бути оточений і захоплений до того, як прибуде підкріплення османської армії.
Головний удар по місту та пагорбу Алі-Мунтар завдавався з південного напрямку силами 53-ї (Валлійської) дивізії за підтримки однієї піхотної бригади 54-ї (Східно-Англійської) дивізії. Дивізія АНЗАК та імперські кінні дивізії повинні були утворити відсічні позиції або кордон по периметру Гази на півночі та сході, щоб ізолювати гарнізон, перерізати головні дороги та не допустити підходу османських резервів з їхніх гарнізонів у Харейрі, Беер-Шеві та Худжі. У разі потреби кінні дивізії повинні були бути готові посилити атаки піхоти на Газу.

### Битва
Ввечері та вночі з 25 на 26 березня британські війська висунулися на визначені позиції. Протягом нічного часу в умовах туману підрозділи вийшли на рубежі, повністю оточивши Газу. У ранкові години, з отриманням наказу підрозділи 53-ї (Валлійської) дивізії розпочали пряму атаку з півдня та сходу на Алі-Мунтар. Через туман та погану організацію взаємодії, частини ударного угруповання нескоординована перейшли в наступ. Деякі бригади чекали наказу на перехід у наступ по кілька годин. Тільки о 10:10 артилерія відкрила вогонь о 10:10, хоча зв'язок зі штабом не був встановлений й османська оборона не була викрита.
З переходом в атаку піхотні бригади зустріли затятий опір з боку рішуче налаштованих турків, які вели вогонь з облаштованих окопів з гарним оглядом лінії піхоти, яка наступала, на повністю відкритій місцевості. У цих умовах артилерійська підтримка атакуючої піхоти виявилася недостатньою, і було зазнано дуже багато втрат.
На підтримку 54-ій (Східно-Англійській) дивізії (менше однієї бригади в резерві Східних сил) було наказано перетнути Ваді-Гуззе відразу після кінних військ і зайняти позицію біля Шейх-Аббаса, щоб прикрити тил 53-ї (Валлійської) дивізіону, і тримайте відкритим коридор, по якому була розпочата атака. Об 11:45 161-ій (Ессексській) бригаді (54-та дивізія) було наказано просуватися до Мансури на підтримку наступаючих бригад, але повідомлення, очевидно, так і не було отримано. О 13:10 наказ, який надійшов від командування Східних сил о 12:45, нарешті був отриманий особисто через штабного офіцера-посланця.
Опівдні генерал Філіп Четвуд стурбований тим, що опір піхотній атаці може зробити неможливим захоплення Гази до настання темряви, віддав наказ на перегрупування своїх військ, що атакували місто, намагаючись одночасним ударом з трьох напрямів опанувати його. Але, нескоординованість дій, складні умови місцевості та затятий опір османських військ призвели до затримок з виходом підрозділів та частин на визначені рубежі. Лише о 16:23 хребет на схід від Гази був захоплений новозеландською стрілецькою бригадою, тоді як 22-га кінна бригада зліва захопила пагорб, західніше хребта. Між 16:30 і 17:00 пагорб Алі-Мунтар був захоплений піхотою і спішеними кінниками-новозеландцями. До сутінків легкі вершники досягли північної та західної околиць міста. Спішені бійці Новозеландської стрілецької бригади висунулися з Джебаліє на схід і північний схід від Гази, щоб допомогти в захопленні Алі-Мунтара. Незважаючи на значний спротив, новозеландці продовжували повільно просуватися через фруктові сади та кактусові огорожі до околиць міста. Тим часом 22-га кінна бригада, що галопом просувалась по шляху від Бейт-Дурдіса до Гази, в сутінках досягла околиць міста.
До ночі кінна дивізія АНЗАК пробилася на вулиці Гази, зазнавши дуже мало втрат під час наступу. Поки йшла атака новозеландської стрілецької бригади в центрі, 22-га кінна бригада, діючи на лівому фланзі новозеландців, увійшла в місто. Тим часом 2-га легка кінна бригада зустріла жорсткий опір захисників, які тримали оборону в окопах на піщаних пагорбах на північний захід від міста. Найближчий до узбережжя Середземного моря 7-й полк легкої кавалерії (2-га легкокінна бригада) зустрів значний спротив, але зрештою зміг просунутися впритул до міста.

Положення сторін на 18:00 26 березня

До 18:00 положення атакуючих сил було найбільш задовільним, а до 18:30 майже всі позиції по периметру міста були захоплені, а османські захисники відходили в центр Гази. Веллінгтонський кінно-стрілецький полк і 2-га легка кінна бригада були далеко на північній околиці міста. Підрозділи 158-ї (Північного Уельсу) бригади (53-тя дивізія) і Кентерберійського кінно-стрілецького полку утримували Алі-Мунтар, 159-та (Чеширська) бригада праворуч утримувала окопи на Клей-Гілл, тоді як лівий її фланг, південніше міста, блокував Газу з боку дороги на Беер-Шеву. 161-ша (Ессекська) бригада (54-та дивізія) утримувала Грін-Хілл, а 160-та бригада (53-тя дивізія) утримувала позиції на північ від «Лабіринту». До ночі ці об'єднані сили зміцнювали захоплені позиції. Лише на західній стороні Гази на піщаних пагорбах атака не була настільки успішною.
Ще в процесі битви британці почали відчували серйозний тиск з боку османських військ, які поспішали, щоб звільнити Газу зі сходу. Однак, зважаючи на пізній початок битви та загрозу з боку цих підкріплень, командувач Східними силами, після розмови з Четводом, командувачем Пустельної колони, вирішив, що якщо Газа не буде захоплена до ночі, бої повинні бути припинені та кінні сили виведені. До настання сутінків британці проаналізували ситуацію та усвідомили, що зазнали серйозних втрат у піхоті. Виходячи з цього, було ухвалене рішення припинити подальші наступальні дії після настання темряви та відійти.
Це рішення відступити викликало здивування у багатьох із тих, хто воював у місті та поблизу нього, оскільки піхота утримувала під своїм контролем Алі-Мунтар та тримала в полоні 462 німецьких та османських військових, у тому числі генерала, який був командиром дивізії.
Однак, попри певні значні успіхи, керівництво британських військ з огляду на розклад сил та ситуацію, що склалася 27 і 28 березня остаточно відвели всі атакуючі сили до Дейр-ель-Белах і Хан-Юнусу.
Цей відхід відбувся без втручання з боку османської армії. Повітряна розвідка вранці 28 березня повідомила, що в радіусі дії британських гармат немає османських підрозділів. Жодна сторона не проводила великомасштабних атак, але деякий час тривали дуже активні авіаційні бомбардування та артилерійські дуелі.

### Результати операції
Британські втрати склали 4000 осіб; 523 вбитих, 2932 поранених і понад 512 зниклих безвісти, у тому числі п'ять офіцерів і 241 рядовий, як з'ясувалося пізніше, полонені. В основному це були військові 53-ї (Валлійської) дивізії та 161-ї (Ессекської) бригади 54-ї (Східно-Англійської) дивізії. Сили османської армії зазнали втрату 2447 осіб. З цих втрат 16 німців і австрійців було вбито або поранено, 41 вважався зниклим безвісти, 1370 османських солдатів були вбиті або поранені, 1020 зникли безвісти. За словами Джемаля-паші, османські втрати склали менше 300 убитих, 750 поранених і 600 зниклих безвісти. Кінна дивізія АНЗАК зазнала втрату шести чоловіків загиблими, 43 або 46 поранених і двох зниклими безвісти, тоді як Імперська кінна дивізія зазнала 37 втрат.
Британський генерал Арчибальд Мюррей і канадський генерал Чарльз Добелл повідомили у Військове міністерство про успішне проведення операції. 28 березня Мюррей доповів, що його сили боролися з двадцятьма тисячами османських солдатів і завдали ним силам «великих втрат». Британська преса повідомила, що битва була успішною для Імперії, але османський літак скинув на британські позиції повідомлення: «Ви побили нас у комюніке — але ми побили вас у Газі».
Виходячи з масштабів Західного фронту Першої світової війни, британська поразка вважалося не дуже великою і не коштувала надто великих втрат. Наступальна міць військ Мюррея не була зламана, і підготовка до відновлення наступу почалася практично відразу. Вже 17 квітня 1917 року розпочалася Друга битва за Газу.